# Proteinbinding
Proteinbinding dækker i farmakokinetikken over det faktum, at mange lægemidler bindes reversibelt til proteiner i blodplasma og væv. Binding og frigivelse sker på meget kort tid, således at en kemisk ligevægt imellem bundet og frit lægemiddel indtræder i løbet af millisekunder. Det er udelukkende den frie del af et lægemiddel, der binder sig til receptorer i kroppen, og således er det kun det frie lægemiddel, der kan udøve sin virkning, medmindre virkningen netop relaterer sig til proteinbindingen.
Sure lægemidler bindes primært til albumin, og basiske lægemidler bindes primært til α-1-glykoprotein.
Hvis et lægemiddel er kraftigt bundet til proteiner i vævene, stiger dets fordelingsvolumen, idet kun en mindre del af lægemidlet så vil være til stede i blodplasma.